# Polihistor

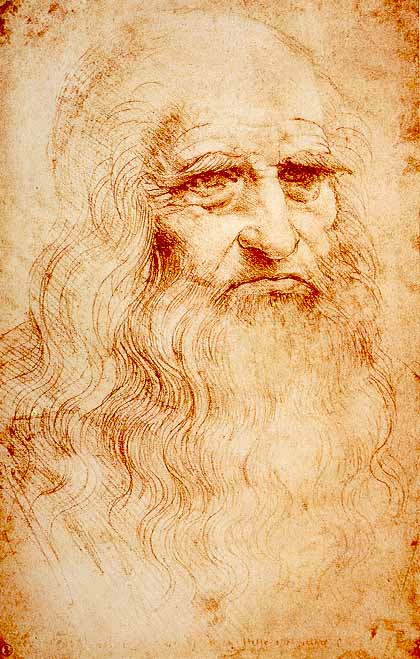
Leonardo da Vinci

Polihistorul, polimat sau geniul universal (în latină homo universalis, în greacă πολυμαθής, polymathis, „care a studiat/investigat mult”) este persoana care are cunoștințe semnificative în diferite domenii, care fac din polihistor un om cu preocupări vaste, ieșite din comun.
Un polihistor este o persoană ale cărei cunoștințe se extind asupra multor subiecte diferite, îndeosebi în domeniul științelor, filozofiei și artelor. Polihistorii preferă deseori un context specific în care să-și explice cunoștințele, însă alții pot fi capabili să se exprime abstract și creativ.
Figuri reprezentative de polihistor sunt Leonardo da Vinci și Gottfried Wilhelm Leibniz.